# 得婆县
得婆县是越南嘉莱省下辖的一个县。面积502.62平方千米，2019年总人口48350人。

## 地理
得婆县东接安溪市社和平定省，西接芒杨县，南接公则若县，北接克邦县。

## 历史
2003年12月9日，安溪县以富安社、新安社、居安社、亚会社、杨北社、安城社、河三社7社析置得婆县，安城社析置得婆社。
2013年12月23日，得婆社改制为得婆市镇。

## 行政区划
得婆县下辖1市镇7社，县莅得婆市镇。
- 得婆市镇（Thị trấn Đak Pơ）
- 富安社（Xã Phú An）
- 居安社（Xã Cư An）
- 亚会社（Xã Ya Hội）
- 杨北社（Xã Yang Bắc）
- 安城社（Xã An Thành）
- 河三社（Xã Hà Tam）
- 新安社（Xã Tân An）